# Israelândia
Israelândia is een gemeente in de Braziliaanse deelstaat Goiás. De gemeente telt 2.876 inwoners (schatting 2009).